# تنفس مکانیکی
تنفس مکانیکی یا تنفس کمکی اصطلاحی پزشکی برای تنفس مصنوعی است که در آن از وسایل مکانیکی برای کمک یا جایگزینی تنفس طبیعی استفاده می‌شود. در این روش ممکن است از دستگاهی به نام ونتیلاتور استفاده شود.